# 윤상 (전한)
윤상(尹賞, ? ~ 3년)은 전한 말기의 관료로, 자는 자심(子心)이며, 거록군 양씨현(楊氏縣) 사람이다. 주나라 경왕의 신하 윤언다의 후손이다.

## 생애
군리(郡吏)를 지내다가 누번장(樓煩長)으로 발탁되었고, 수재로 천거되어 율읍령(栗邑令)이 되었다. 좌풍익 설선의 추천으로 빈양령(頻陽令)으로 전임되었으나, 남을 해친 죄로 면직되었다. 이후 다시 부름을 받아 어사(御史)가 되었고, 정령(鄭令)으로 천거되었다.
영시·원연 연간, 성제는 정사를 게을리 하고, 외척들이 득세하였다. 홍양후(紅陽侯) 왕립의 아들들은 유협들과 통교하고 망명자들을 숨겨주었는데, 북지의 호족 호상(浩商)이 원수를 갚으려고 의거장(義渠長)의 처자 여섯 명을 죽이는 사건이 일어났다. 호상은 장안에 숨어들었고, 승상·어사대부가 호상의 무리를 잡을 것을 상주하여 성제는 조서를 내려 체포를 명하였으나, 오랫동안 잡지 못하였다. 장안에는 교활한 무리들이 들끓어, 거리의 무뢰배들이 청부를 받아 관리를 죽이기까지 하였다. 성 안은 도굴로 먼지가 자욱하였고, 겁박당한 행인들의 시체가 길거리에 가득하였다.
이때 윤상은 고제(高第)로 장안령(長安令)으로 발탁되고, 모든 일을 편의대로 처리할 권한을 얻었다. 장안에 도착한 윤상은 먼저 감옥을 수리하고, 곳곳에 수 장 깊이의 구덩이를 파고는 담장을 쌓아 '범굴'(虎穴)이라고 이름지었다. 곧 호조(戶曹)의 관리를 비롯한 수많은 관속들·장안의 무뢰배·무허가 상인·요상한 옷을 입고 무기를 소지한 자 수백 명의 명단을 확보하였다. 그리고는 날을 잡아, 조회를 마치고 수레 수백 대를 동원하여 그들과 통교하거나 음식을 제공한 자들을 잡아들였다.
윤상은 잡아들인 이들을 친히 심문하여 열 명 중 한 명은 방면하고, 나머지는 모두 '범굴' 속에 몰아넣어, 이렇게 하여 백 명에 이르면 큰 돌로 입구를 틀어막았다. 며칠 후 입구를 열어서 확인해 보니, 모두 겹겹이 포개져 죽어 있었다. 윤상은 수레를 동원하여 시체들을 모두 꺼내고, 관청 동쪽의 환표 아래에 묻어 환표에 그들의 이름을 적었다.
백 일이 지나고, 윤상은 그때 죽은 자들의 유족들에게 연락하여 시체를 꺼내 가라고 하였다. 유족들은 곡을 하였고, 길가의 사람들은 모두 탄식하였다. 장안에서는 이러한 노래가 유행하였다.
죽은 아이를 어디에서 찾을꼬?
동녘 환표 있는 데가 아이 묻힌 곳이지.
살아서 근신하지 않고 나쁜 짓을 일삼아,
죽어서 해골이 되었으니 어디에 묻어야 하나?

윤상이 방면한 자들은 모두 예전부터 알고 지낸 자이거나, 전직 관리, 혹은 선량한 집안의 자제였으나 잠시 나쁜 길에 빠져들고 뉘우친 자들로, 이러한 이가 근 백여 명에 달했다. 윤상은 이들을 감형해주고 공을 세워 속죄할 기회를 주어, 힘써 공을 세운 자는 자신의 심복으로 기용하였다. 이들은 도적을 잡는 데에 정통하여, 그들의 수법을 파악하는 것이 뭇 관리들보다 훨씬 뛰어났다. 윤상이 일을 이렇게 처리하니, 몇 달 후 도적들은 모두 자신들의 본거지로 달아나 다시는 장안에 올 엄두를 내지 못하였다.
강호(江湖) 일대에 도적이 들끓어 강하태수로 전임되었고, 그곳에서도 도적들과 그에 연루된 관리들을 수없이 잡아 죽였다. 남산(南山) 일대에서도 도적이 들끓어 우보도위(右輔都尉)가 되었고, 원시 2년(2년) 집금오로 승진하여 거물급 범죄자들을 수사하게 되었다. 삼보 일대의 백성들은 윤상을 매우 두려워하였다.
이듬해, 병으로 숨을 거두었다. 죽기 전에 아들들에게 유언을 남겼다.
| “ | 나는 관리를 지내다가 남을 해친 죄로 면직되었고, 그때의 일을 잊지 않고 공적을 세워 다시 기용되었다. 한 번 나약한 마음가짐으로 일을 태만히 하여 면직되고, 종신토록 버림받아 기용되지 못하였다면, 부패와 축재로 죄를 짓는 것보다 더 치욕스러웠을 것이다. 너희는 항상 조심하여 그러한 일이 없도록 하라! | ” |

윤상의 네 아들들은 모두 군수를 지냈다. 맏아들 윤립은 경조윤을 지냈고, 위엄과 통치로 명성을 떨쳤다.

## 출전
- 반고, 《한서》 권19하 백관공경표 下·권90 혹리전